# Rue de Schomberg
La rue de Schomberg est située dans le 4e arrondissement de Paris au cœur du quartier de l’Arsenal.

## Origine du nom
En relation avec les voies voisines honorant le roi Henri IV, elle porte le nom d’un ancien compagnon d’armes de ce monarque, Gaspard de Schomberg.

## Historique
Elle est ouverte par un ordonnance du 21 septembre 1841 sur des terrains de l’ancienne île Louviers entre le quai Henri-IV et le boulevard Morland avant d'être prolongée jusqu'à la rue de Sully puis allongée en 1866 jusqu’au quai Henri-IV avant de prendre sa dénomination actuelle par un arrêté du 26 février 1867. 

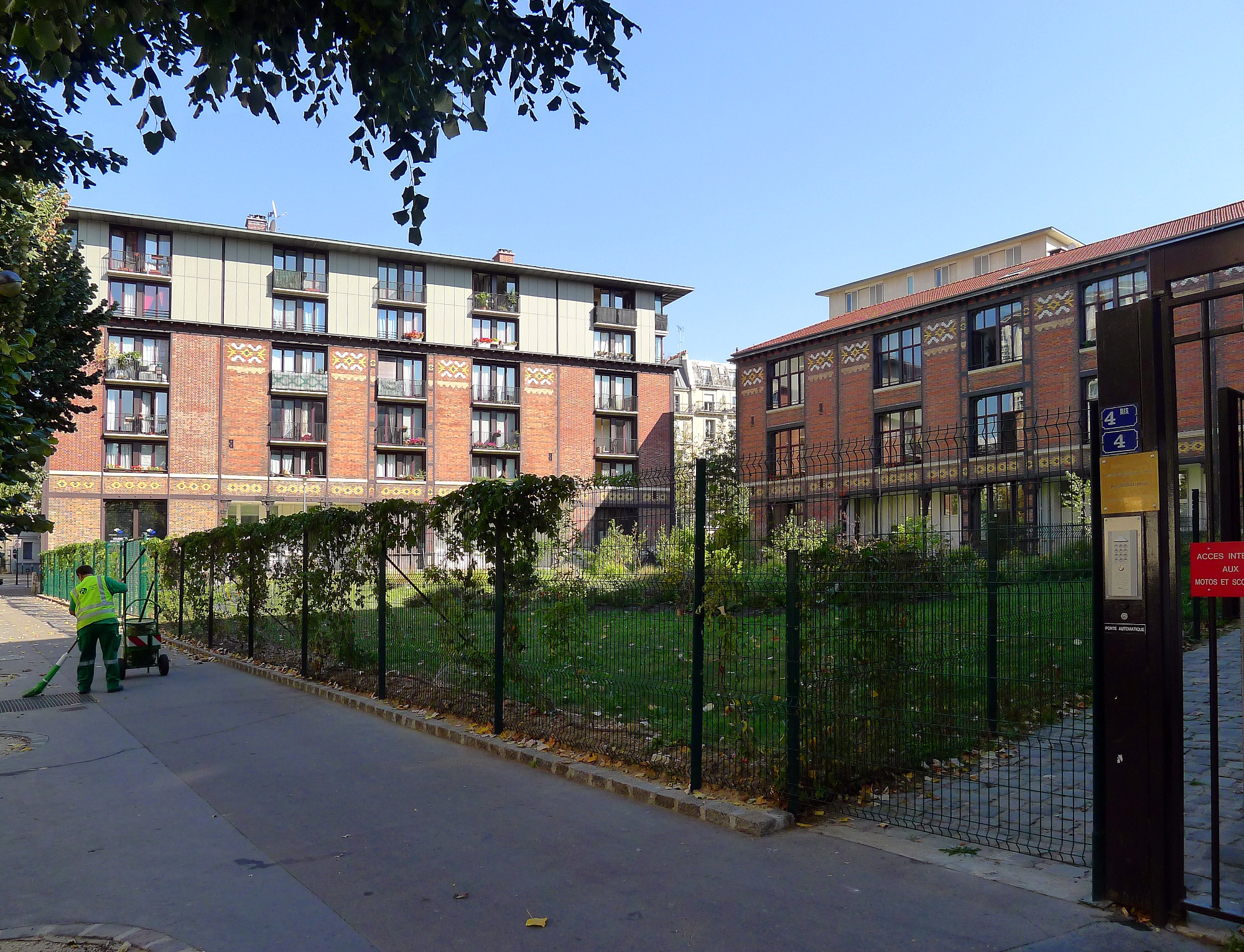
Bâtiments de l'ancienne caserne de la Garde républicaine.

## Bâtiments remarquables et lieux de mémoire
Parmi les constructions notables de cette rue figure l’ancienne caserne de la Garde républicaine édifiée en 1882-1883 par Joseph-Antoine Bouvard et reconvertie en partie — seulement trois blocs sur huit ont été conservés — dans les années 1996-1999 en bâtiments d’habitation par l'architecte Yves Lion. Le bâtiment central ayant conservé ses volumes d'origine, façades et toitures ainsi que son escalier central, est inscrit aux monuments historiques en 2005.